# Mama Said (chanson de Metallica)
Pour les articles homonymes, voir Mama Said.
Singles de Metallica
Hero of the Day
(1996) King Nothing
(1996)
Mama Said est une chanson de Metallica sur leur sixième album, Load. 
Les paroles, écrites par James Hetfield, parlent d'un homme qui, grandissant, se sépare de la protection maternelle. La chanson est écrite en rapport avec les relations difficiles entre James et sa mère, qui mourut d'un cancer.
Hetfield seul, joua cette chanson en live, en version acoustique uniquement.
Cette chanson sort du registre thrash metal auquel Metallica appartient. En effet, plusieurs styles se retrouvent dans cette chanson, comme le blues, la country et le hard rock.
Elle est différente des autres power ballads du groupe, telles que One, Fade to Black ou Welcome Home (Sanitarium).

## Classements hebdomadaires
| Classement (1996)                  | Meilleure position |
| ---------------------------------- | ------------------ |
| Australie (ARIA)                   | 24                 |
| Finlande (Suomen virallinen lista) | 4                  |
| Norvège (VG-lista)                 | 13                 |
| Pays-Bas (Single Top 100)          | 58                 |
| Royaume-Uni (UK Singles Chart)     | 19                 |
| Royaume-Uni (UK Rock Chart)        | 1                  |
| Suède (Sverigetopplistan)          | 24                 |